# Filip Bundgaard
Filip Bundgaard Kristensen (* 3. Juli 2004) ist ein dänischer Fußballspieler, der aktuell bei Brøndby IF in der Superligaen unter Vertrag steht.

## Karriere

### Verein
Bundgaard begann seine fußballerische Ausbildung beim Randers FC. Mit der U17 spielte er 28 Mal, wobei er in den Saisons 2018/19, 2019/20 und 2020/21 16 Tore schoss. In letzterer kam er zudem zu 15 Einsätzen und fünf Toren in der U19-Mannschaft. Bereits am 5. Juli 2020 (31. Spieltag) debütierte er in der Superligaen-Abstiegsrunde gegen den Hobro IK, bei einem 3:2-Sieg. Dies war jedoch sein einziger Einsatz in der gesamten Saison. In der Folgesaison spielte er neunmal in der Liga und zweimal im Sydbank Pokalen, wobei er ein Tor schoss und das Turnier am Ende gewann. Am 19. August 2021 debütierte er in der Qualifikation zur Europa League auf internationaler Ebene, als er eine viertel Stunde vor Schluss in die Partie kam und sein Team 1:1 gegen Galatasaray Istanbul spielte. Am 1. Februar 2024 wurde bekannt, dass Bundgaard mit sofortiger Wirkung zu Brøndby IF wechselt.

### Nationalmannschaft
Bundgaard spielte zwischen November 2019 und Februar 2020 siebenmal für die dänische U16-Nationalmannschaft. Im Oktober desselben Jahres spielte er einmal für die U17-Mannschaft seines Heimatlandes. Seit September 2021 war er für die U18-Juniorender Dänen aktiv. Inzwischen ist er U21-Nationalspieler seines Landes.

## Erfolge
- Dänischer Pokalsieger: 2021